# Mistrzostwa Afryki w Piłce Siatkowej Mężczyzn 1971
Mistrzostwa Afryki w Piłce Siatkowej Mężczyzn 1971 – druga edycja mistrzostw Afryki w piłce siatkowej mężczyzn, która odbyła się w Kairze w Egipcie. W mistrzostwach brało udział siedem reprezentacji. Reprezentacja Tunezji obroniła mistrzostwo z 1967 roku. 

## Klasyfikacja końcowa
| Miejsce | Reprezentacja            |
| ------- | ------------------------ |
| 1.      | Tunezja                  |
| 2.      | Egipt                    |
| 3.      | Madagaskar               |
| 4.      | Kamerun                  |
| 5.      | Senegal                  |
| 6.      | Wybrzeże Kości Słoniowej |
| 7.      | Togo                     |